# Tobata-ku
Tobata-ku (戸畑区?) è uno dei sette quartieri amministrativi della città di Kitakyūshū, in Giappone.